# Gugal, Devadurga
Gugal là một làng thuộc tehsil Devadurga, huyện Raichur, bang Karnataka, Ấn Độ.